# نصب تاي قازان
نصب تاي قازان هو تكوين نحتي ونسخة عن تاي قازان الموجود في ضريح خوجة أحمد يسوي في مدينة تركستان في كازاخستان، افتتح في 12 أكتوبر 2018 في ساحة في زاوية شارعي نور سلطان نزارباييف وكاتشالوف في قازان عاصمة جمهورية تتارستان الروسية.
نصب تاي قازان هدية للتتار في روسيا من حكومة أوبليس كازاخستان الجنوبي (منذ عام 2018 منطقة تركستان) في جمهورية كازاخستان.
صنع النصب في نور سلطان وسلم إلى قازان عن طريق البر في غضون 5 أيام. حضر حفل افتتاح نصب "تاي قازان" رئيس تتارستان رستم مينيخانوف وحاكم منطقة تركستان دانيال أحمدوف.